# 제이 험프리스

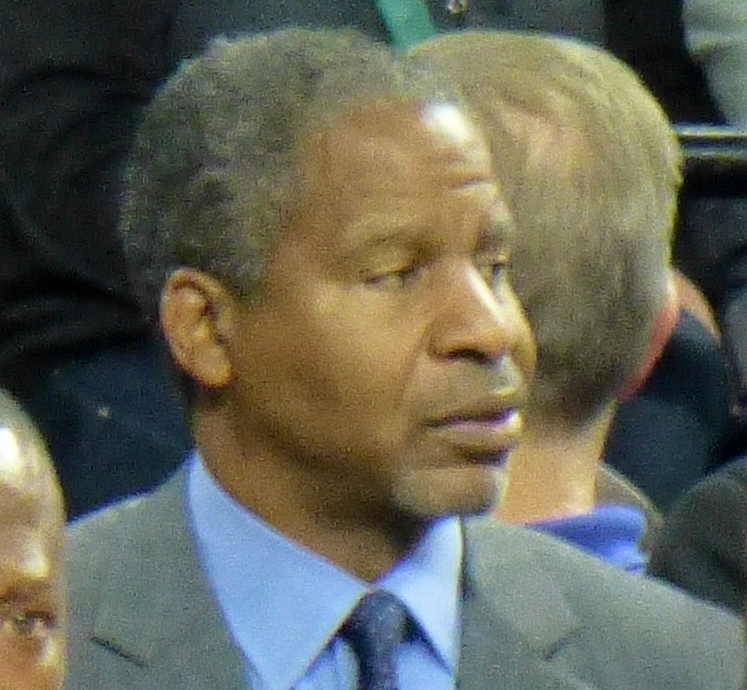

제이 험프리스(Jay Humphries, 본명: 존 제이 험프리스, John Jay Humphries, 1962년 10월 17일 ~ )는 전미 농구 협회(NBA)에서 뛰었던 은퇴한 미국 프로 농구 선수이다. 나중에 NBA D 리그의 리노 빅혼스의 첫 번째 감독을 역임했다. 마지막으로 브루클린 네츠의 보조 코치로 일했다.
험프리스는 1980년 미국 최고의 고등학교 농구 팀에서 뛰었다. 잉글우드 고등학교는 험프리스, 센터 빈스 켈리, 포인트 가드 랄프 잭슨, 윙맨 안젤로 로빈슨의 도움으로 무패를 기록하며 우승을 차지했다. 그해 전국대회. 6피트 3인치의 가드인 험프리스는 콜로라도 대학교에서 대학 농구를 4시즌 동안 뛰었다. 콜로라도에서의 활동이 끝날 무렵 그는 커리어 어시스트, 도루(315개), 경기 출전을 포함하여 16개의 학교 기록을 깨뜨렸다. 1982-83 시즌에 경기당 평균 4.1개의 도루로 전국을 이끌었고 28경기에서 115개로 한 시즌 도루 기록(92개, 다넬 발렌타인, 캔자스 대학교, 1980-81)을 기록하며 빅 에이트 콘퍼런스의 한 시즌 도루 기록을 경신했다. 위스콘신 대학교-밀워키와의 비컨퍼런스 경기에서 10개의 도루를 기록했다.

## 경력
선수 경력:
- 1984~1988: 피닉스 선즈
- 1988~1992: 밀워키 벅스
- 1992~1995: 유타 재즈
- 1995: 보스턴 셀틱스

코치 경력:
- 2001년~2002년: 길림 동북 타이거즈
- 2002~2005: 원주 TG Xers (Association HC)
- 2005~2007: 인천 전자랜드 블랙 슬래머스
- 2007~2008: 피닉스 선즈(어시스턴트)
- 2008~2010: 리노 빅혼스
- 2010~2011: 포산 드랄리온스
- 2014~2015: 브루클린 네츠(어시스턴트)